# (5948) Longo
(5948) Longo est un astéroïde de la ceinture principale.

## Description
(5948) Longo est un astéroïde de la ceinture principale. Il fut découvert le 15 mai 1985 à la station Anderson Mesa par Edward L. G. Bowell. Il présente une orbite caractérisée par un demi-grand axe de 2,74 UA, une excentricité de 0,22 et une inclinaison de 9,5° par rapport à l'écliptique.

## Compléments